# Henry Savile (mort 1569)
|  | No s'ha de confondre amb el matemàtic Henry Savile. |

Henry Savile (1517/18 – 1569) fou un polític anglès i delegat de la corona a les províncies del nord.
Va ser membre del Parlament d'Anglaterra per Grantham el 1558 i per Yorkshire el 1559. Va donar origen als marquesos d'Halifax 
El seu testament i el seu legat estan impresos íntegrament al Yorkshire Archaeological Journal. Per la seva segona esposa Joan Vernon, era el pare de Sir George Savile, primer baronet de Thornhill.